# Lorens Brolin
Lorens Brolin, född 10 december 1818 i Bondrum i Fågeltofta socken, Kristianstads län, död 10 februari 1890 i Örmölla, Skivarps församling, Malmöhus län, , var en svensk spelman.
Brolin, som tillhörde resandefolket, var son till Ulrika Brolin och lärde sig att spela fiol av sin far Johannes Brolin. I Lorens födelsenotis anges nattmannen Johan Brodin som modern Ulrikas farfar. Lorens Brolin växte upp hos sin morfar och han antecknades som fosterson då familjen flyttade till Snöftarp i Skårby socken.
Han arbetade som lumpsamlare och häradsvalackare och sammanlevde och fick barn med två kvinnor. Anna Christina Lindman (1837-1913) och Olivia Kristina Hult (1829-1892), vilken den sistnämnde födde en oäkta son tillsammans med Johan "Svarte Petter" Holmström.
Brolin var en skicklig musikant och spelade ofta svåra låtar som Stenbockens polska eller Klånkepolska med flera pizzicaton och löpningar, vilka han utförde med stor elegans. Någon bondspelman i egentlig mening var han aldrig i och med att han sällan spelade till dans, men hans repertoar var ändå bondspelmannens. Flera av hans söner blev framstående musiker, däribland riksspeleman Carl Fredrik Lorensson (1857-1933) som deltog vid Riksspelmansstämman på Skansen 1910.
När Brolin avlider i Skivarps socken noterar prästen "kringvandrande Lorentz Brolin, tattare af obekant församling".